# Championnat du Cameroun de football 2014
Navigation
Saison précédente Saison suivante
La saison 2014 du Championnat du Cameroun de football est la 54e édition de la première division camerounaise, la MTN Elite 1. Les 19 équipes sont regroupées au sein d'une poule unique, où chaque équipe affronte tous les adversaires de sa poule deux fois, à domicile et à l'extérieur. En fin de saison, les quatre derniers du classement sont relégués et remplacés par les trois meilleures formations de deuxième division.
C'est le Cotonsport Garoua, tenant du titre, qui remporte à nouveau la compétition cette saison après avoir terminé en tête du classement final, avec neuf points d'avance sur l’un des promus, Cosmos de Bafia et dix sur l'Unisport Bafang. Il s'agit du treizième titre de champion du Cameroun de l'histoire du club en dix-sept saisons. À noter la très bonne saison des trois promus puisque outre la deuxième place du Cosmos de Bafia, l’UMS de Loum et l’APEJES Football Academy se classent 4e et 5e.
Au départ, le championnat doit se disputer avec 14 formations mais plusieurs modifications vont élargir la compétition. Tout d’abord, l’APEJES Football Academy est autorisé à participer, tout comme le Bamboutos Mbouda, relégué en 2007 pour une tentative de corruption sur des joueurs du club de Fédéral de Noun. De plus, pour renforcer la compétitivité du championnat et rallonger la saison, les trois clubs relégués à l’issue de la saison précédente sont maintenus, par décision de la fédération nationale, en décembre 2013.

## Qualifications continentales
Les deux premiers du classement final se qualifient pour la Ligue des champions de la CAF 2015 tandis que le troisième et le vainqueur de la Coupe du Cameroun obtiennent leur billet pour la Coupe de la confédération 2015. Si l'équipe victorieuse en Coupe est parmi les trois premiers, c'est le finaliste qui décroche la qualification.

## Les clubs participants
| - Astres FC - Canon Yaoundé - Cotonsport Garoua - Douala Athletic Club - APEJES de Mfou - Promu de D2 - New Star de Douala - Fovu Baham - UMS de Loum - Promu de D2 - Panthère du Ndé - Bamboutos Mbouda - Promu de D2 | - Renaissance FC de Ngoumou - Sable Batié - Tonnerre Yaoundé - Cosmos de Bafia - Promu de D2 - Union Douala - Unisport Bafang - Njala Quan de Limbé - YSA Bamenda - Scorpion de Bé - Promu de D2 |

## Compétition

### Classement
Le barème utilisé pour établir le classement est le suivant :
- Victoire : 3 points
- Match nul : 1 point
- Défaite, forfait ou abandon : 0 point

| Rang | Équipe                    | Pts | J  | G  | N  | P  | Bp | Bc | Diff |
| ---- | ------------------------- | --- | -- | -- | -- | -- | -- | -- | ---- |
| 1    | Cotonsport Garoua'T'C -3  | 75  | 36 | 23 | 9  | 4  | 57 | 18 | +39  |
| 2    | Cosmos de BafiaP          | 66  | 36 | 19 | 9  | 8  | 45 | 33 | +12  |
| 3    | Unisport Bafang           | 65  | 36 | 18 | 11 | 7  | 32 | 21 | +11  |
| 4    | UMS de LoumP              | 60  | 36 | 19 | 3  | 14 | 32 | 30 | +2   |
| 5    | APEJES de MfouP           | 59  | 36 | 17 | 8  | 11 | 45 | 40 | +5   |
| 6    | Les Astres FC             | 57  | 36 | 17 | 6  | 13 | 47 | 40 | +7   |
| 7    | New Star de Douala        | 56  | 36 | 17 | 5  | 14 | 39 | 28 | +11  |
| 8    | Bamboutos MboudaP         | 55  | 36 | 16 | 7  | 13 | 34 | 30 | +4   |
| 9    | Fovu Baham                | 50  | 36 | 12 | 14 | 10 | 30 | 27 | +3   |
| 10   | Panthère du Ndé           | 47  | 36 | 12 | 11 | 13 | 33 | 29 | +4   |
| 11   | Union Douala              | 47  | 36 | 12 | 11 | 13 | 42 | 36 | +6   |
| 12   | YOSA Bamenda              | 45  | 36 | 9  | 18 | 9  | 25 | 30 | -5   |
| 13   | Canon Yaoundé             | 42  | 36 | 12 | 6  | 18 | 34 | 42 | -8   |
| 14   | Tonnerre Yaoundé          | 41  | 26 | 12 | 5  | 19 | 39 | 41 | -2   |
| 15   | Njala Quan de Limbé       | 39  | 36 | 9  | 12 | 15 | 26 | 32 | -6   |
| 16   | Renaissance FC de Ngoumou | 39  | 36 | 12 | 3  | 21 | 36 | 46 | -10  |
| 17   | Scorpion de BéP           | 39  | 36 | 11 | 6  | 19 | 35 | 61 | -26  |
| 18   | Sable Batié               | 32  | 36 | 6  | 14 | 16 | 23 | 48 | -25  |
| 19   | Douala Athletic Club -3   | 20  | 36 | 5  | 8  | 23 | 31 | 53 | -22  |

|  | Qualifié pour la Ligue des champions de la CAF 2015                                      |
|  | Qualifié pour la Coupe de la confédération 2015                                          |
|  | Relégué en 2e division                                                                   |
|  | T : Tenant du titre C : Vainqueur de la Coupe du Cameroun P : Promu de deuxième division |

## Bilan de la saison
| Championnat du Cameroun de football 2014 |                               |
| Champion                                 | Cotonsport Garoua (14e titre) |
| Coupes et trophées                       |                               |
| Vainqueur de la Coupe du Cameroun 2014   | Cotonsport Garoua             |
| Qualifications continentales             |                               |
| Ligue des champions de la CAF 2015       | Cotonsport Garoua             |
| Ligue des champions de la CAF 2015       | Cosmos de Bafia               |
| Coupe de la confédération 2015           | Unisport Bafang               |
| Coupe de la confédération 2015           | Panthère du Ndé               |
| Promotions et relégations                |                               |
| Promus en MTN Elite 1                    | Dragon FC de Yaoundé          |
| Promus en MTN Elite 1                    | Botafogo FC de Douala         |
| Promus en MTN Elite 1                    | Lion Blessé                   |
| Relégués en MTN Elite 2                  | Renaissance FC de Ngoumou     |
| Relégués en MTN Elite 2                  | Scorpion de Bé                |
| Relégués en MTN Elite 2                  | Sable Batié                   |
| Relégués en MTN Elite 2                  | Douala Athletic Club          |